# Gangut
Gangut (ros. Гангут) – rosyjski, a następnie radziecki, pancernik typu Gangut z okresu I i II wojny światowej. Początkowo nazwany „Gangut” dla uczczenia miejsca bitwy morskiej stoczonej podczas III wojny północnej, w 1925 okrętowi zmieniono imię na „Oktiabrskaja Riewolucyja” dla upamiętnienia rewolucji październikowej. Była to czwarta jednostka w historii Rosyjskiej Marynarki Wojennej, która nosiła imię „Gangut”.

## Historia
Stępkę pod pierwszy pancernik typu Gangut położono w Stoczni Admiralicji w Piotrogrodzie 16 czerwca 1909. Wodowanie okrętu nastąpiło 20 października 1911, zaś wejście do służby 11 stycznia 1915. W tym samym czasie, kiedy okręt został przyjęty do służby, został on przydzielony do 1 Brygady Okrętów Liniowych Floty Bałtyckiej, która stacjonowała w Helsinkach.
W grudniu 1939 podczas wojny zimowej okręt ostrzeliwał fińskie fortyfikacje, jednak bez znacznych sukcesów. We wrześniu 1941 okręt przybył do Leningradu, gdzie przez kolejne 3 lata ostrzeliwał wojska niemieckie oblegające miasto. W tym czasie w stronę niemieckich pozycji wystrzelił 1140 pocisków kalibru 305 mm, stając się zarazem celem niemieckich samolotów (we wrześniu 1941 został trafiony 6 bombami zrzuconymi z samolotów Junkers Ju 87 (Stukasów), a w kwietniu 1942 ponownie 4 bombami). 22 lipca 1944 okręt został odznaczony Orderem Czerwonego Sztandaru.
24 lipca 1954 roku okręt został jednostką szkolną, zaś 17 lutego 1956 został wycofany ze służby. Złomowanie nastąpiło w 1959.

## Uwagi

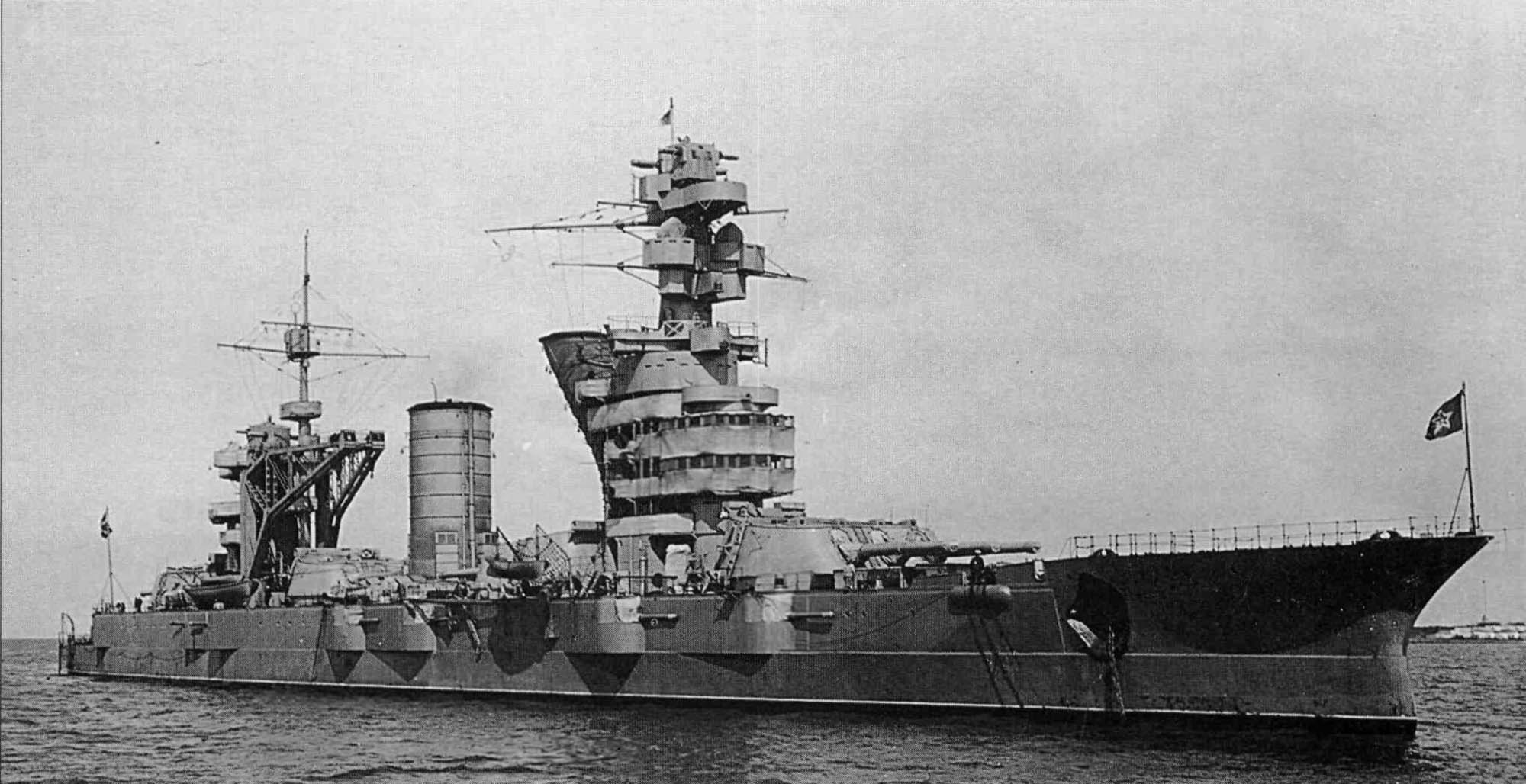
„Oktiabrskaja Riewolucyja” po modernizacji w 1934 roku